# Élection présidentielle colombienne de 1868
L'élection présidentielle colombienne de 1868, a eu lieu en avril 1866 sous le régime des États-Unis de Colombie pour élire le nouveau président. C'est le libéral-radical Santos Gutiérrez qui remporta l'élection, succédant ainsi au modéré Tomás Cipriano de Mosquera.

## Contexte
Lors de l'élection présidentielle colombienne de 1866, Mosquera est élu président malgré l'opposition des libéraux radicaux. Son mandat est marqué par les relations difficiles avec le Vatican, qui provoquent une intervention du pape Pie IX, et des manières du président jugées dictatoriales. Le 29 avril 1867, Mosquera prononce la dissolution du Congrès et déclare l'état de guerre. Il fait de Bogota un district fédéral, adresse un appel au peuple et envoie un message aux présidents de États les assurant de son respect pour l'autonomie des États et de son désir de paix et accusant le congrès de trahison. Les présidents des États de Magdalena et Santander le déclarent déchu. Le général Santos Acosta, chef de l'armée et président de l'État de Boyacá, renverse le président. Il le fait prisonnier le 23 mai 1867 et convoque le congrès. Mosquera, accusé de mesures anticonstitutionnelles, est condamné à quatre ans d'exil. Acosta assure l'intérim jusqu'à la convocation des élections.

## Système électoral
Selon la constitution de 1863, le président des États-Unis de Colombie est élu pour un mandat de deux ans par les représentants des 9 États. Le candidat qui obtient le plus d'États est déclaré élu.

## Résultats

### Résultats officiels
| Candidats | Candidats          | Candidats    | États obtenus | %    |
| --------- | ------------------ | ------------ | ------------- | ---- |
|           | Santos Gutiérrez   | Radical      | 6             | 66,6 |
|           | Pedro Justo Berrío | Conservateur | 2             | 33,3 |
|           | Eustorgio Salgar   | Libéral      | 1             | 11,1 |
| Total     | Total              | Total        | 9             | 100  |

### Résultats détaillés
| États                          | Candidat soutenu   |
| ------------------------------ | ------------------ |
| État souverain de Bolívar      | Santos Gutiérrez   |
| État souverain de Magdalena    | Santos Gutiérrez   |
| État souverain du Panama       | Santos Gutiérrez   |
| État souverain de Cundinamarca | Santos Gutiérrez   |
| État souverain de Boyacá       | Santos Gutiérrez   |
| État souverain de Cauca        | Santos Gutiérrez   |
| État souverain de Tolima       | Pedro Justo Berrío |
| État souverain d'Antioquia     | Pedro Justo Berrío |
| État souverain de Santander    | Eustorgio Salgar   |

## Conséquences
En obtenant 6 voix sur les 9 États, le radical Santos Gutiérrez remporte largement l'élection présidentielle, devenant ainsi le troisième président élu des États-Unis de Colombie.